# Laurent L. Vaillancourt
Pour les articles homonymes, voir Vaillancourt.
Laurent L. Vaillancourt, né à Hearst, en Ontario (Canada), en 1955, est un artiste visuel franco-ontarien qui a exercé, d'abord dans ses débuts la pratique du dessin à l'encre, le macramé, puis plus tard dans sa carrière, la performance, la scénographie, la conception paysagiste, quoique son art de prédilection a sans doute été la sculpture avec objets trouvés, de même que celle de formes entrelacées avec des matériaux textiles, synthétiques, ou câbles de fer. Influencé par la sculpture contemporaine de même que par l'art folklorique celte et picte, il a participé à l'essor culturel franco-ontarien qui a émergé au début des années 1970.

## Biographie
Né en 1955 à Hearst, dans le Nord de l'Ontario, autodidacte, Laurent L. Vaillancourt est un artiste visuel multidisciplinaire s'étant manifesté dans plusieurs domaines, dont surtout ceux de la sculpture et de la performance, mais aussi parfois de la conception paysagiste, de la scénographie et du macramé, un artiste engagé qui a fait partie de l'éveil des arts en Ontario français dès le début des années 1970,,,,,,,,. Diplômé de l'École secondaire publique De La Salle (1973), puis de l'Université de Montréal en architecture du paysage, ayant d'abord publié des dessins à l'encre et des bandes dessinées, il s'est établi très tôt dans sa carrière à Hearst pour devenir artiste visuel impliqué dans sa communauté,,,,,,,,. Parmi ses premières œuvres, dessinées à l'encre, à l'instar du macramé, il aurait entre autres illustré le livre Cicatrice de Guy Lizotte, en 1977, publié aux Éditions Prise de parole, de même que Les aventureux Didés publié à compte d'auteur la même année et republié aux Éditions Cantinales en 1997,. 
Privilégiant dès l'âge de 16 ans le macramé, artisanat pour lequel il a donné des cours à l'école secondaire et qu'il souhaite voir davantage prendre sa place dans le monde des Beaux-arts, il s'étonne en 1976 que tout le contenu de ses premières expositions fait dans sa valise, ce qui prélude le thème du parcours qu'on retrouve dans toute sa carrière,,,,,. C'est en 1977 qu'il aurait commencé à entrelacer des matériaux avec des cordes et autres textiles, bientôt influencé par le folklore celte et picte, créant dès les débuts ses propres jeux formels,. Éventuellement, il se met à entrelacer la fibre synthétique et la fibre de métal, en l'occurrence, le câble d'acier, ce qui constituera une période importante de son œuvre,,,,,,,. 
À l'instar du travail avec l'objet trouvé ou ses performances, il aurait également travaillé sur des projets, parfois collectifs, mettant de l'avant l'idée d'un parcours du territoire, dont Cent bornes, en 1993, un projet ayant donné un livre d'artiste documentant les objets trouvés sur le trajet de cent milles parcouru à pied sur la route 11, tout cela de concert avec le dramaturge Michel Ouellette,,,. Ce projet, dans toutes ses composantes sera par la suite exposé à la Galerie du Nouvel-Ontario. En 2002, La tournée mondiale en Ontario a inclus plus de 3 000 km parcourus pour rejoindre 19 villes ontariennes portant le même nom que des grandes villes du monde, et dans lesquelles il interagissait avec les gens, réalisant une sphère en câble d'acier; un film de Babek Aliassa, Sphères, fut créé pour documenter le projet, et une exposition l'a honoré à la Galerie 815 par la suite,,,.
Ayant fait partie en tant que membre fondateur de Perspective 8, un groupe d'artistes multidisciplinaires du nord de l'Ontario organisant des événements dans des lieux publics, il a aussi été un membre fondateur de l'organisme BRAVO,. De plus, il aurait créé les décors et participé à la performance et création collective Canada Bread, un projet ayant marqué l'histoire du Théâtre du Nouvel-Ontario,. Ses œuvres ont été exposées en Ontario, au Québec, au Nouveau-Brunswick, au Manitoba de même qu'en Colombie, en Amérique du Sud. Une rétrospective de ses œuvres a été présentée à Hearst en 1997,. Il a également remporté le Prix du Nouvel-Ontario en 2013,.

## Arts visuels

### Expositions

#### Expositions individuelles[22]
- 1997 : Les objets de Cent bornes, Musée de Timmins, Timmins (Ontario)
- 2001 : Derrière les portes, Sculptures d'assemblage, Galerie 815, Hearst (Ontario)[5]
- 2001 : Derrière les portes, Sculptures d'assemblage, Galerie du Nouvel-Ontario, Sudbury (Ontario)[5],[8]
- 2001 : Torquere, installation d'art dans le cadre du Printemps de l'art et de la science, Théâtre du Nouvel-Ontario, Sudbury (Ontario)[5]
- 2003 : Derrière les portes, Galerie Louis-Hémon, Chapleau (Ontario)
- 2003 : Éléments de la tournée mondiale en Ontario, La Nouvelle Scène, Ottawa (Ontario)
- 2006 : Carnet de voyage dans un pays d’horizons, Le salon du livre du grand Sudbury, Sudbury (Ontario)
- 2007 : Éléments de la tournée mondiale en Ontario et Sphères, Galerie 815, Hearst (Ontario)[17]
- 2007 : Carnet de voyage dans un pays d’horizons, Le salon du livre de Hearst, Hearst (Ontario)[31]
- 2007 : Vêtements d’une autre époque, Galerie de Moonbeam (Ontario)
- 2007 : Vêtements d’une autre époque, Galerie 815, Hearst (Ontario)
- 2008 : Mémoire-espace-temps, Galerie Érick Dubois, Sturgeon Falls (Ontario)
- 2011 : Minutes de vie -Small Things of Life, Cram Collective, St-Catharines (Ontario)
- 2012 : Minutes de vie -Small Things of Life, Galerie du Nouvel-Ontario, Sudbury (Ontario)[7]
- 2012 : Minutes de vie -Small Things of Life, Galerie 815, Hearst (Ontario)
- 2013 : Minutes de vie -Small Things of Life, Galerie Glendon, Toronto (Ontario)[19],[24]

#### Expositions collectives[22]
- 1997 : Arteast, jardin de sculpture, Vankleek Hill (Ontario)
- 1998 : Tournée ontarienne Premiers soins, Galerie d’art de Sudbury, Sudbury (Ontario)
- 1998 : Poste-art, levée de fonds pour BRAVO (Ontario)
- 1999 : Jeux de la francophonie au Festival franco-ontarien, Ottawa (Ontario)
- 1999 : Poste-art II, levée de fonds pour BRAVO, Musée de la Poste, Gatineau (Québec)
- 2002 : Symposium de Moncton, Université de Moncton (Nouveau-Brunswick)
- 2004 : À l’avant-plan : d’est en ouest, Maison des artistes, Saint-Boniface (Manitoba)
- 2004 : Rythme, (BRAVO) La Nouvelle Scène, Ottawa (Ontario)
- 2004 : Équilibre?, (BRAVO) Galeria de la Douana, Barranquilla (Colombie)
- 2004 : Où est le centre?, Galerie du Nouvel-Ontario (Ontario)[8]
- 2005 : Lapideme, Salle Augustin-Chénier, Ville-Marie (Québec)
- 2005 : Règlement 17, Alliance française d’Ottawa, Ottawa (Ontario)
- 2005 : Règlement 17, École Guigues, Ottawa (Ontario)
- 2007 : Règlement 17, Timmins National Exhibition Center, Timmins (Ontario)
- 2008 : Bravo-Nord, Galerie de la Maison Léonard, Moonbeam (Ontario)
- 2010 : Festival d’art de Moonbeam Art Show, Moonbeam (Ontario)
- 2010 : Festival d’art alternatif de Sudbury, Galerie du Nouvel-Ontario, Sudbury (Ontario)
- 2012 : Téléthon Franco, Ottawa (Ontario)
- 2013 : BRAVO en eau vive, Galerie Whitewater, North Bay (Ontario)
- 2013 : BRAVO, Clément Bérini : Honorer Inspirer Rassembler, Galerie Glendon (Ontario)[32],[33]
- 2021 : BRAVO-Nord, Confluences, Exposition pour le 30ème anniversaire de l'organisme BRAVO, Galerie 815, Hearst (Ontario)[34]

### Œuvres

#### Performance / installation[22]
- 1991 : Canada Bread, performance de création collective, Théâtre du Nouvel-Ontario, Sudbury (Ontario)[30]
- 1993 : Cent bornes, trajet de cent mille parcouru à pied de Hearst à Smooth Rock Falls (Ontario)[25],[23]
- 2002 : Tournée mondiale en Ontario, Deux semaines dans 19 villes de l’Ontario[18]
- 2004 : Art nature, art en direct, Ville-Marie (Québec)
- 2007 : Nœud globe, Conférence Le défi du XXIe siècle, Dr Suzuki, Hearst (Ontario)
- 2008 : Blanc de mémoire, Collectif Perspective 8, Festival des arts alternatifs de Sudbury (FAAS), Sudbury (Ontario)
- 2010 : Sol, rencontre d’artiste, Moffet, Temiscamingue (Québec)
- 2011 : Collaboration avec Christian Quesnel et Anik Deslaurier, Galerie 815, Hearst (Ontario)
- 2013 : Le fil d’Ariane, Mise en lumière, Place des Arts, Montréal (Québec)
- 2013 : Le fil d’Ariane, Art Souterrain, Métro Bonaventure, Montréal (Québec)

#### Livre d'artiste
- Laurent Vaillancourt et Michel Ouellette, Cent bornes, Sudbury, Ontario (Canada), Éditions Prise de parole, 30 octobre 1995, 214 pages (ISBN 9782894230534)

#### Bande dessinée
- (fr + en) Laurent Vaillancourt, Les Aventureux Didés / The Adventures of Didés, Hearst, Ontario, Les Éditions Cantinales, 1997, 76 pages (ISBN 2980090654)

## Scénographie
- 1991 : Canada Bread, performance de création collective, Théâtre du Nouvel-Ontario, Sudbury (Ontario)[30]
- 1998 : Festival national de l’humour, spectacle, Hearst (Ontario)[22]
- 1998 : 10e anniversaire de la Radio communautaire de Hearst, gala, Hearst (Ontario)[22]
- 2003 : Du pépin à la fissure, Théâtre du Nouvel-Ontario, Sudbury (Ontario)[35],[36]
- 2011 : 50e de l’Université de Hearst, spectacle de clôture, Hearst (Ontario)[22]
- 2011 : Parlons-en donc, Place des arts de Hearst, Hearst (Ontario)[22]

## Prix et honneurs
- 2001 : Lauréat du Prix de la meilleure scénographie décerné par le Cercle de la critique de l'Outaouais[22]
- 2013 : Lauréat du Prix du Nouvel-Ontario[22]

### Catalogues
- Laurent L. Vaillancourt (photogr. Guy Prézeau), MACRAMÉ 1972-1984... (catalogue d'exposition), Sudbury, la Galerie du Nouvel-Ontario, 1986, 32 p.
- (fr + en + es) Léa Deschamps (trad. Jorge Etcheverry Languages Services Ltd.), Équilibre ? (catalogue d'exposition : Galeria de la Aduana Barranquilla, Colombia Marzo 26 - Abril 30 2004, sous la curation de Shahla Bahrami), Canada, BRAVO, 2004, 28 p. (ISBN 0-9734922-0-1)
- Lisa Fitzgibbons (dir.), Danielle Tremblay (dir.), Chantal Burelle, Pierre Pelletier (commissaire d'exposition) et Stéphane Gauthier, où est le centre ? (Catalogue), Sudbury, Galerie du Nouvel-Ontario, 27 p. (ISBN 2-923024-03-6), p. 14-19